# Fresnoy-en-Chaussée
Fresnoy-en-Chaussée é uma comuna francesa na região administrativa de Altos da França, no departamento de Somme. Estende-se por uma área de 3,8 km². Em 2010 a comuna tinha 144 habitantes (densidade: 37,9 hab./km²).